# (137108) 1999 AN10
(137108) 1999 AN10 — околоземный астероид из группы аполлонов, который характеризуется крайне высокими значениями наклона орбиты к плоскости эклиптики и её эксцентриситетом, из-за чего в процессе своего движения вокруг Солнца он пересекает орбиты сразу трёх планет: Венеры, Земли и Марса. Он был открыт 13 января 1999 года в рамках американской программы по поиску околоземных астероидов LINEAR в обсерватории Сокорро. На данный момент не имеет собственного имени.
- Орбита астероида 1999 AN10 и его положение в Солнечной системе

Этот астероид интересен прежде всего тесным сближением с Землёй, которое ожидается 7 августа 2027 года. Согласно расчётам в этот день минимальное расстояние между Землёй и астероидом будет составлять около одного радиуса лунной орбиты или 388 960 км. Во время этого сближения на небе Земли астероид достигнет максимума своей яркости и будет выглядеть звездой 7,3m звёздной величины, так его можно будет увидеть в хороший бинокль. В результате сближения астероид испытает сильное гравитационное воздействие со стороны Земли, которое должно будет увести его с опасной траектории и так изменит его орбиту, что он уже никогда не сблизится с нашей планетой. Подсчитано, что вероятность последующего наиболее тесного сближения в 2039 году составит не более одной 10-миллионной.
Интересно, что в процессе анализа его орбиты и просмотра записей старых наблюдений, астрономами было подсчитано, что с 1955 по 1999 год этот астероид открывали не менее 166 раз, но всякий раз теряли, так как не успевали вычислить его орбиту.